# Voit (Orgelbauer)
Voit ist der Familienname einer Orgelbauerdynastie, die im 18. und 19. Jahrhundert in Schweinfurt wirkte.

## Vertreter

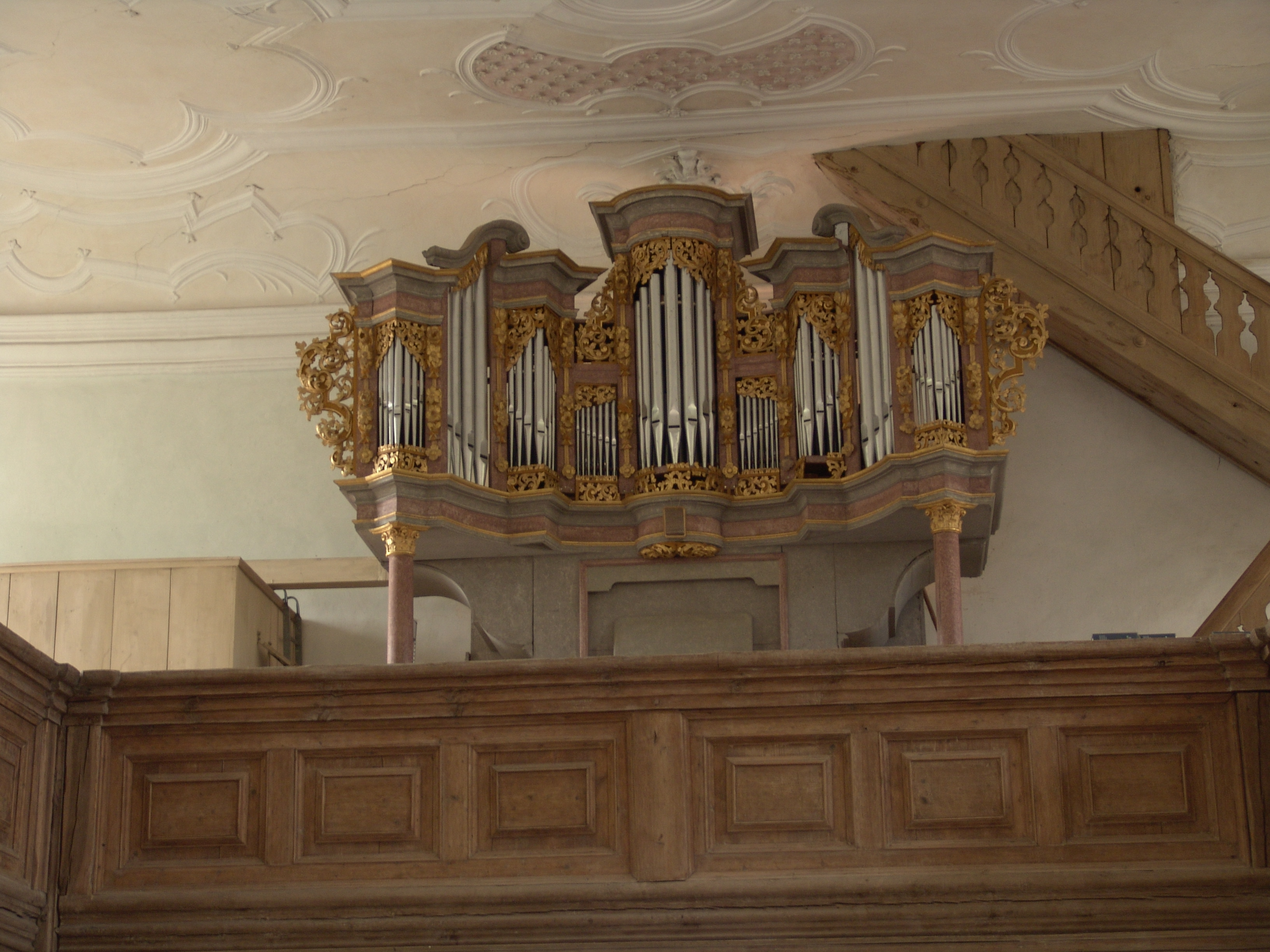
Orgel der Lukaskirche Mailes von Johann Rudolf Voit (1733)

Johann Rudolf Voit (* 28. April 1695; † 13. Januar 1786 in Schweinfurt), Sohn von H. J. Voit, führte eine Orgelwerkstatt. Von Johann Rudolf Voit sind 25 Orgelneubauten bekannt. Die Orgel der Evangelischen Friedhofskapelle in Königsberg/Franken wurde 1750/1752 von ihm gebaut. Bei einer Renovierung der kleinen Barockorgel in Mailes wurde folgendes Erbaueretikett entdeckt: „Dieses Orgelwerk ist von mir Johann Rudolph Voit, Orgelmacher in Schweinfurt gefertigt und nach Meyles geliefert worden. A: 1733/Die Michaelis“. Sie ist noch fast vollständig erhalten.

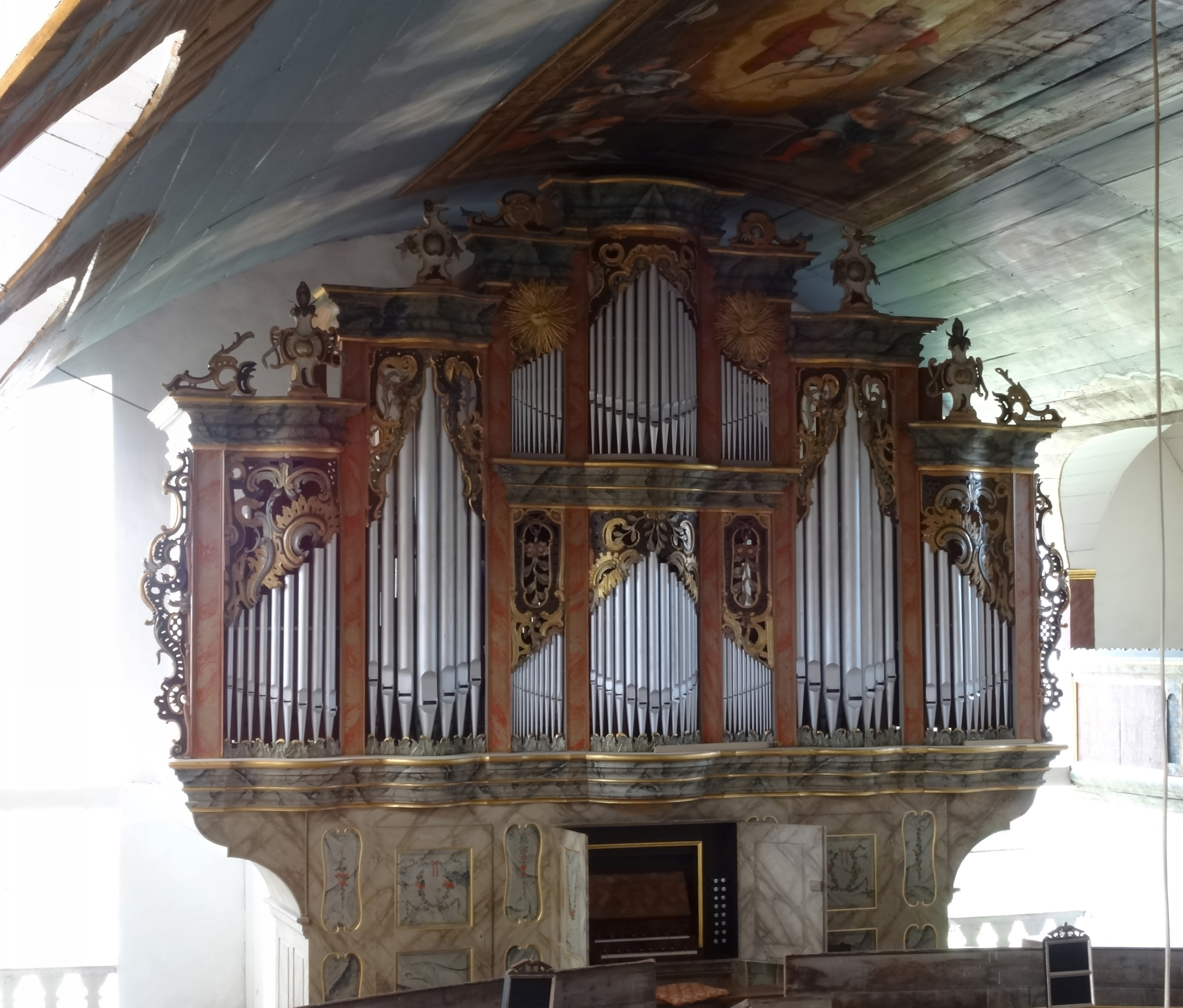
Orgel im Dom der Rhön von Johann Michael Voit (1786)

Sein Sohn war Johann Michael Voit (7. November 1744 in Schweinfurt; † 27. August 1819 ebenda). Er war Meister in die Schweinfurter Schreinerzunft und übernahm dort die väterliche Orgelbauwerkstatt.
Georg Joseph Vogler hielt sich im April 1804 in Schweinfurt auf, wo er ein Konzert gab. Sein „Simpliflkations-System“ veranlasste Johann Michael Voit einen Artikel in der Intelligenzblatt Zeitung für die elegante Welt vom 18. August 1804 zu schreiben und gegen Voglers Neuerungen zu wettern.
Carl Friedrich Voit (* 5. Mai 1774 in Schweinfurt; † 20. März 1854 ebenda), Sohn von Johann Michael Voit, war ein Innovator im Instrumentenbau. Er baute Clavichorde und entwickelte schon um 1820 das Aeolodikon, einen Vorläufer des Harmoniums, der weitgehend der Aeoline oder dem Physharmonika entsprach.

„Bey dieser Gelegenheit benachrichtige ich diejenigen, welche mein Aeolodikon bereits kennen, daß es mir endlich auch gelungen, die schwierige Aufgabe zu lösen, die mir von mehreren Musikfreunden gegeben wurde, das Instrument so einzurichten, daß die Anschwellung und Senkung der Töne durch den Druck der Hand bewirkt werden kann, so daß nun selbst ein Kind von 12 Jahren dasselbe zu spielen und den Wind zu geben im Stande ist, welcher übrigens von der spielenden Person selbst, oder nach Belieben von einer fremden Person, sogar im Nebenzimmer gegeben werden kann; und daß ich künftigen Sommer München und andere Städte mit meinen möglichst vervollkommneten Instrumente besuchen werde. Schweinfurt, am 6. April 1820. Carl Friedrich Voit, Orgel und Instrumentenmacher.“

Carl Friedrich Voit war mit Georg Joseph Vogler, aber auch mit Bernhard Eschenbach und seinem Cousin Johann Caspar Schlimbach bekannt, die die Aeoline um 1810 entwickelt hatten und sich dabei von der Maultrommel anregen ließen. Die Physharmonika wurde 1821 in Wien von Anton Haeckl patentiert. 1824 ließ Anton Reinlein in Wien eine Verbesserung der Handharmonika patentieren. Vermutlich bestand auch eine Verbindungen zu Johann Caspar Schlimbach, der ebenfalls in Wien den Klavierbau erlernt hatte und Orgeln baute.
Carl Friedrich Voit hatte vier Brüder. Johann Volkmar Voit (* 3. Juni 1772; † 1806), wurde Orgelmacher wie sein Vater und ging nach Durlach (heute Stadtteil von Karlsruhe) und heiratete 1794 Katherina Friederike Stein die Tochter des Georg Marcus Stein. Stein gründete 1770 ein Orgel- und Klavierbauunternehmen, das von Johann Volkmar Voit übernommen wurde. Johann Volkmar Voit wurde 1804 durch Kurfürst Karl Friedrich zum Badischen Hoforgelmacher ernannt. Die Witwe heiratete den Orgelmachergesellen Johann Ludwig Wilhelm Bürgy (1761–1838). Dieser bildete seinen Stiefsohn Louis Voit (1802–1883) zum Orgelbauer aus und machte ihn 1835 zu seinem Teilhaber und Nachfolger. Heinrich Voit war Enkel von Johann Volkmar Voit.
Georg Markus Stein war ein Cousin von Johann Andreas Stein, einem bedeutenden Augsburger Klavierbauer, der beim Straßburger Orgelbauer Johann Andreas Silbermann gearbeitet hatte. Andreas Streicher heiratete 1793 die Tochter von Johann Andreas Stein. 1794 ging das Paar nach Wien, wo Nannette und ihr Bruder Matthäus Andreas Stein die Klavierfabrik „Frère et Sœur Stein“ eröffneten. Nach der Aufteilung des Unternehmens 1802 erwarb Andreas Streicher die nötigen technischen Kenntnisse und stieg selbst als Klavierbauer in das Geschäft seiner Frau ein. Er und Nannette Streicher waren wichtige Vertraute Ludwig van Beethovens in dessen letzten Lebensjahren.
Ein bedeutendes Mitglied der Familie Voit war sein älterer Bruder Georg Friedrich Voit. Johann Benedict Voit (* 31. Mai 1713; † 31. Januar 1795) machte sich als Maler einen Namen gemacht. Nach der Lehre ging sein Bruder für längere Zeit auf Wanderschaft nach Frankfurt a. M., Stuttgart, Mannheim, Regensburg, Augsburg und Nürnberg. Johann Peter Voit (* 27. April 1748 in Schweinfurt; † 30. Mai 1811 in Schweinfurt) war Pfarrer und Archidiakon an der Stadtkirche St. Johannis, Gymnasiallehrer und Autor in Schweinfurt.

## Der Name Voit im Schweinfurt 1836 und 1856
Folgende Einträge zum Namen Voit sind vorhanden, als Orgel- oder Instrumentenbauer werden diese jedoch nicht mehr gelistet.
- Carl Georg Friedrich Voit, Schweinfurt Nr. 368, Am Markte, Landesproduktenhandel (Witwe)
- Friedrich Voit, Schweinfurt Nr. 74, Mühlgasse, Apotheker, Kaufmann, Mitglied im protestantischen Pfarrvorstand und als Privatmann weltliches Mitglied im protestantischen Dekanat
- Johann Friedrich Voit, Schweinfurt Nr. 879, Holzmarkt Handel Gremium Mitglied, Spedition und Kommissionsgeschäfte
- Philipp Friedrich Voit, Schweinfurt Nr. 368, Am Markte, Landesproduktenhandel Inhaber, Farbwarenhandlung, Handel Gremium Mitglied
- Carl Friedrich Voit Jun., Schweinfurt Nr. 577, Steinweg, Detail Materiell = Waren = Handlung, Farbwarenhandlung, Handel Gremium Mitglied, Magistratsrath und Obristlieuten. d.k. Landwehr.
- Julius Voit, Schweinfurt Nr. 94, Brückengass, Kaufmann
- Ludwig Voit, Schweinfurt Nr. 292, 293, Lange Zehutgasse Spitalgasse, Schnittwarenhandlung
- Christian Voit Mühler, Schweinfurt Nr. 102, 103, An der Brücke, Kunstmühle von 1842, Pulver-, Schrott- und Zündhütchen Handel, Fabrikbesitzer und Oberstleutenant der königlichen Landwehr. „Es war der junge Herr Christian Voit aus Schweinfurt, ein Orgelbauer und Instrumentenmacher, der aber an seiner Kunst wenig Freude und mehr Sinn für kaufmännisches Wesen hatte“.[14]